# Двойник (фильм, 1916)
«Двойник» (1916) — немой художественный фильм.
Вышел на экраны 3 ноября 1916 года. Другие названия — «Человек с преступной
тенью», «Вор счастья». Фильм не сохранился.

## Сюжет
Под небом Крыма инженер Петров и Елена Ростова полюбили друг друга. По возвращении в Москву инженер уезжает в заграничную командировку.
Там его увидел международный авантюрист Фукс, поразительно похожий на Петрова. Фукс проникает в квартиру Петрова. Из его писем он узнаёт, что у Петрова в России есть богатая невеста.
Аферист приезжает в Россию и женится на Елене. Затем он увозит её за границу и кутит в притонах в предвкушении получения большого наследства жены. Инженер Петров возвращается в Россию и узнаёт о странном исчезновении невесты.
Через несколько месяцев аферист с женой возвращается в Россию. На курорте он вновь сталкивается с инженером и решает избавиться от него. Он крадётся в его номер, за ним крадётся Елена.
Она мешает аферисту осуществить убийство и воссоединяется с настоящим женихом. Фукс погибает, упав с обрыва.

## В ролях
- Нина Чернова — Елена Ростова
- Олег Фрелих — Петров, инженер, её жених; вторая роль — Фукс, аферист, его двойник
- Н. Васильковский

## Критика
Обозреватель журнала «Проектор» (1917, № 3—4, с. 11—12) сетовал на то, что «прекрасная постановка … и хорошая игра сильно теряет … при явно-нелепом искусственном сюжете».
Историк кино Вениамин Вишневский оценил фильм следующим образом: «Фантастическая драма с надуманным сюжетом, интересная актёрской и операторской работой».